# Psallus piceae
Psallus piceae är en insektsart som beskrevs av Reuter 1878. Psallus piceae ingår i släktet Psallus, och familjen ängsskinnbaggar. Arten är reproducerande i Sverige.